# Strombosia
Genre
Strombosia est un genre de plantes de la famille des Olacaceae.

## Liste d'espèces
Selon Catalogue of Life (24 août 2017) :
- Strombosia ceylanica Gardn.
- Strombosia fleuryana Breteler
- Strombosia gossweileri S. Moore
- Strombosia grandifolia Hook.fil. ex Benth.
- Strombosia javanica Bl.
- Strombosia nana A.J.G.H. Kostermans
- Strombosia nigropunctata J. Louis & J. Leonard
- Strombosia philippinensis (Baill.) Rolfe
- Strombosia pustulata Oliver
- Strombosia scheffleri Engl.
- Strombosia zenkeri Engl.

Selon NCBI (24 août 2017) :
- Strombosia ceylanica
- Strombosia grandifolia
- Strombosia javanica
- Strombosia philippinensis
- Strombosia pustulata
- Strombosia scheffleri

Selon The Plant List (24 août 2017) :
- Strombosia ceylanica Gardner
- Strombosia fleuryana Breteler
- Strombosia glaucescens Engl.
- Strombosia gossweileri S.Moore
- Strombosia grandifolia Hook.f. ex Benth.
- Strombosia nigropunctata Louis & J.Léonard
- Strombosia pustulata Oliv.
- Strombosia scheffleri Engl.
- Strombosia zenkeri Engl.

Selon Tropicos (24 août 2017) (Attention liste brute contenant possiblement des synonymes) :
- Strombosia ceylanica Gardner
- Strombosia comosa Talbot
- Strombosia fleuryana Breteler
- Strombosia glaucescens Engl.
- Strombosia gossweileri S. Moore
- Strombosia grandifolia Hook. f.
- Strombosia javanica Blume
- Strombosia leprosa Talbot
- Strombosia maingayi (Mast.) Whitmore
- Strombosia majuscula S. Moore
- Strombosia nana Kosterm.
- Strombosia nigropunctata Louis & J. Léonard
- Strombosia philippinensis S. Vidal
- Strombosia pustulata Oliv.
- Strombosia retevenia S. Moore
- Strombosia scheffleri Engl.
- Strombosia toroensis S. Moore
- Strombosia zenkeri Engl.